# Pienik olchowiec
Pienik olchowiec, pienik olszowiec (Aphrophora alni) – gatunek pluskwiaka z rodziny pienikowatych.

## Wygląd
Pienik o ciele długości od 9,1 do 10,2 mm. Głowa, przedplecze, tarczka i przednie skrzydła pokryte punktami szczecinkowymi. Stosunek długości ciemienia do jego szerokości wraz z oczami wynosi między od 0,24 do 0,31, stosunek długości przedplecza do długości ciemienia między 2,1 a 2,35, zaś szerokość przedplecza między 2,65 a 3,05 mm. Zaustek silnie wypukły. Płytka ciemienia ponad dwukrotnie szersza niż dłuższa. Na silnie, czarno punktowanym ciemieniu jasna, wyniesiona linia środkowa. Na brązowawych skrzydłach przednich dwie wyraźne, białe plamki przy krawędzi kostalnej, wokół których często tworzą się trzy ciemniejsze przepaski. Niekiedy skrzydła ciemnobrązowe z tylko jedną jasną plamką. Punktowanie przednich skrzydeł na białych łatkach bezbarwne, natomiast gdzie indziej czarne. Samiec ma wcięte na wierzchołku paramery i wąski edeagus.

## Występowanie
Występuje w całej Europie oraz w Azji. Spotykany licznie w lasach liściastych, szczególnie w lasach łęgowych. Dorosłe owady pojawiają się w czerwcu i występują do października, żerują głównie na olszach i wierzbach. Larwy żyją otoczone wydzieliną na świerząbku, jeżynach, ostach.